# 东黄花川乡
东黄花川乡，是中华人民共和国河北省承德市宽城满族自治县下辖的一个乡镇级行政单位。

## 行政区划
东黄花川乡下辖以下地区：
东黄花川村、车道子村、篆字台村、西五沟村、西尖山村、东尖山村和庙岭村。